# Osoba niepoczytalna
Osoba niepoczytalna – osoba, która dokonała czynu zabronionego przez ustawę pod groźbą kary, ale w czasie czynu nie mogła rozpoznać jego znaczenia lub pokierować swoim postępowaniem z powodu choroby psychicznej, upośledzenia umysłowego lub innego zakłócenia czynności psychicznych.
Niepoczytalność jest stwierdzana orzeczeniem sądowym wydanym na podstawie opinii biegłych lekarzy psychiatrów oraz psychologa.
Zakłócenie czynności psychicznych może wynikać m.in. z wprawienia się w stan odurzenia. W doktrynie istniało kilka konstrukcji zawinienia w związku z tym:
- konstrukcja odpowiedzialności obiektywnej – stan nietrzeźwości lub odurzenia w chwili czynu wyklucza możliwość powoływania się na okoliczność wyłączającą przypisanie winy;
- konstrukcja Rauschdelikt – sprawca ponosi odpowiedzialność za to, że w sposób zawiniony wprawił się w stan niepoczytalności, a nie za popełniony czyn. Przyjmuje pewną fikcję prawną;
- konstrukcja actio libera in causa (z łac. „działanie wolne w przyczynie”) – występowała m.in. w polskim kodeksie karnym z 1932 roku; sprawca był traktowany jako osoba poczytalna, jeżeli wprawił się w stan nietrzeźwości lub odurzenia, by popełnić czyn zabroniony. Konstrukcja była krytykowana, ponieważ zakładała realizację przez sprawcę w stanie ograniczonej poczytalności tego, co zamierzał będąc poczytalny;
- obecne rozwiązanie (rozwinięcie „actio libera in causa”) – przepisów o poczytalności i ograniczonej poczytalności nie stosuje się, gdy sprawca wprawił się w stan nietrzeźwości lub odurzenia powodujący wyłączenie lub ograniczenie poczytalności, które przewidywał lub mógł przewidzieć.